# Bembidion rufotinctum
Bembidion rufotinctum es una especie de escarabajo del género Bembidion, tribu Bembidiini, familia Carabidae. Fue descrita científicamente por Chaudoir en 1868.
Se distribuye por los Estados Unidos. La especie es activa durante los meses de julio y septiembre.